# Cinico TV
Cinico TV è stato un programma televisivo italiano satirico, ideato e diretto dal duo Ciprì e Maresco, andato in onda su Rai 3, iniziato il 7 aprile 1992 e terminato nel 1996.

## Format
Il programma consisteva in clip che proponevano interviste condotte dai due registi a personaggi alienati, folli e squallidi sullo sfondo di una Sicilia desolata. Cifra caratteristica è il bianco e nero delle riprese. I soggetti sono tutti rigorosamente di sesso maschile: non vi è posto per la femminilità nello squallore e nella desolazione assoluti.

## Personaggi
Tra i personaggi si ricordano:
- Il ciclista Francesco Tirone (che vestì anche i panni di Mafia Man), deceduto il 9 settembre 2001 a seguito di complicanze dopo un ictus che lo aveva colpito tre mesi prima.[2]
- Il pasciuto e dai modi gentili Giuseppe Paviglianiti, affetto da meteorismo e flatulenza, deceduto nel 2000[3].
- Le "schifezze umane" Carlo (deceduto nel 2004)[3] e Pietro Giordano (deceduto il 26 gennaio 2017).[4]
- Il "terribile Rocco Cane", interpretato da Marcello Miranda (l'afono).
- I fratelli Franco e Rosolino Abbate, quest'ultimo deceduto il 4 febbraio 2020 a seguito di un male incurabile[5].
- Lo sconclusionato Giuseppe Filangeri.
- L'incomprensibile semi-afasico Fortunato Cirrincione (deceduto il 7 febbraio 2008 dopo una lunga malattia).[6]
- L'esagitato Natale Lauria (deceduto anch'egli a seguito di un ictus)[senza fonte].

## Messa in onda
La rubrica è stata ospitata da Cielito lindo, Fuori orario, da Avanzi e da Blob. Molti personaggi di Cinico TV sono anche i protagonisti del programma I migliori nani della nostra vita, in onda su LA7 nel 2006.